# 孟皞
孟皞（？—？），唐朝官员。
廣德二年（764年）為湖南觀察使。大历四年（769年）十月，以汝州刺史迁京兆尹。十年（775年），以左散骑常侍出任华州刺史，充潼关防御使。建中元年（780年）八月，以尚书右丞出任泾州刺史、泾原节度留后。建中四年（783年）三月，为福建都团练观察使。兴元元年卒於福建观察使任上。